# Pražská městská pojišťovna
Bývalá Pražská městská pojišťovna je novobarokní a secesní soubor budov z let 1899–1910 postavený architektem Osvaldem Polívkou na Staroměstském náměstí čp. 932/I, č.o. 6 a v ulici Salvátorské č.o. 6 na Starém Městě pražském.

## Historie
Přes protesty Klubu Za starou Prahu došlo ke zboření tří historických domů čp. 931/I, 932/I a 933/I (Goltzovský dům, dům U Zlaté (stříbrné) hvězdy a dům U Tří mouřenínů), stalo se tak podle asanačního zákona, schváleného pražskou městskou radou. V roce 1897 získalo stavební parcelu město Praha a ihned vypsalo architektonickou soutěž na budovu Pražské městské pojišťovny. Budova s průčelím do Staroměstského náměstí byla postavena v letech 1899–1901 podle až třetího projektu Osvalda Polívky, a to z roku 1899, který po intervenci Umělecké besedy musel fasádu rozdělit do dvou celků, z nichž ten západní (z čelního pohledu vlevo) napodobuje vzhled při asanaci zbořeného domu čp. 933/I U Zlaté hvězdy.
V letech 1909–1910 pokračovala pojišťovna v budování dalších staveb v dvorním traktu, a to až do úrovně ulice Salvátorské, kde jako poslední vznikl obytný dům zapadající do uliční fronty. Významnou inženýrskou památkou je v tomto souboru staveb kovová konstrukce dvorany. K bokům dvorany byla také v letech 1933–1934 přistavěna křídla s kancelářemi a garážemi. Autorem projektu byl František Roith. Dalšími úpravami pro pozdější ministerstva obchodu a hospodářství prošly budovy v letech 1939, 1951-1953 a 1965, odstranění původních vrat a nevhodné prosklení hlavního vchodu je ze 70. let 20. století.
Od roku 1996 v budově sídlí Ministerstvo pro místní rozvoj České republiky.

## Výzdoba exteriéru
Pravý (východní) dům

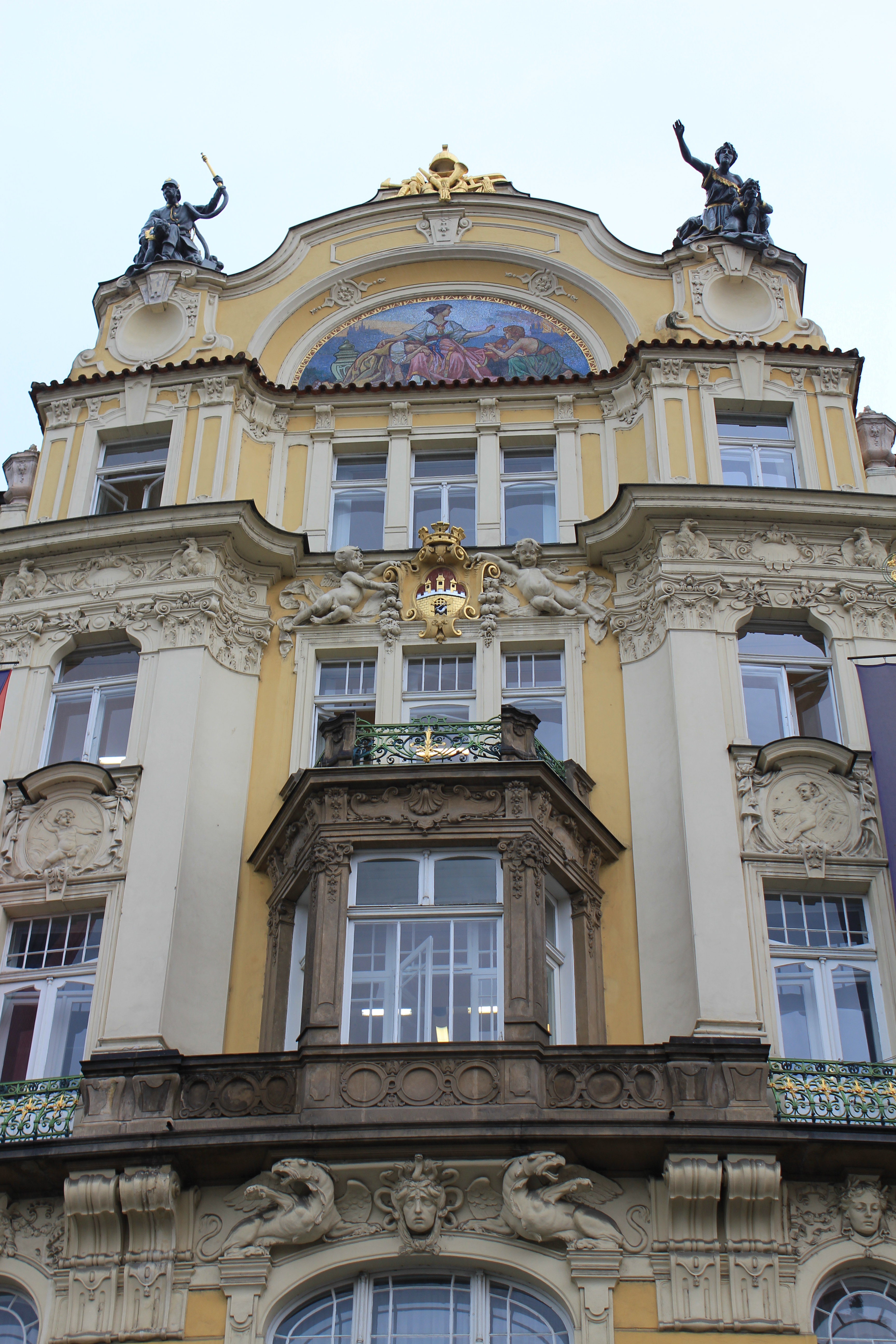
Horní část fasády pravého (východního) domu

- v přízemí v supraportách: ženské busty Oheň a Voda, autor František Procházka (nebo Antonín)
- na balkónu prvního patra: reliéfní znak města Prahy, putti nesoucí vázy, výše: štukové maskarony a dva draci, autor František Kraumann
- na atice: sedící figury Volání na poplach a Hašení požáru, autor Bohuslav Schnirch
- v lunetě: mozaika s postavami kněžny Libuše, ženské alegorie Prahy a panoramatem města Prahy v pozadí; autor předlohy František Urban, do mozaiky převedl Albert Neuhauser a provedla firma Luigi Solerti z Innsbrucku

Levý (západní) dům
- 4 sochy fakult Karlovy univerzity, autor Ladislav Šaloun

## Výzdoba interiéru[2]
- bronzová socha dívky v rákosí (alegorie Vody) na fontáně, autor Ladislav Šaloun
- bronzové poprsí právníka a člena městské rady Vojtěcha Friče, autor Antonín Štrunc
- bronzové poprsí právníka a člena městské rady Vladimíra Srba, autor neurčen, odlila firma Bendelmayer & Červenka
- vitráže